# Renhold Castle
Renhold Castle är ett slott i Storbritannien.   Det ligger i kommunen Borough of Bedford i  riksdelen England, i den sydöstra delen av landet, 70 km norr om huvudstaden London. Renhold Castle ligger 37 meter över havet.
Terrängen runt Renhold Castle är platt. Runt Renhold Castle är det ganska tätbefolkat, med 248 invånare per kvadratkilometer. Närmaste större samhälle är Bedford, 5,8 km väster om Renhold Castle. Trakten runt Renhold Castle består till största delen av jordbruksmark.